# Crouching Tiger, Hidden Dragon
Crouching Tiger, Hidden Dragon (kinesiska: 臥虎藏龍, pinyin: Wò hǔ cáng lóng, Svenska: Smygande tiger, dold drake) är en wuxiafilm från 2000 i regi av Ang Lee. Filmen är baserad på en roman av Wang Dulu.

## Handling
Krigaren Li Mu-bai har ett magiskt svärd som blir stulet och tillsammans med sin kvinnliga vän Yu Shu-lien försöker han hitta den mystiska Jade Fox och hennes medhjälpare, den unga Jen.

## Om filmen
Denna film gjorde wuxia-genren känd i västvärlden och hade ett enormt genomslag när den släpptes. I USA är det den mest framgångsrika icke-engelskspråkiga filmen genom tiderna, med $128 miljoner dollar, mer än dubbelt så mycket som Livet är underbart, på andra plats. Totala intäkter i världen var 213 miljoner dollar.
Filmen är ett samarbete mellan produktionsbolag från Taiwan, Kina, Hongkong och USA. Den spelades in i Kina, men filmen räknades som Taiwanesisk. Det stora amerikanska filmbolagen Colombia var ett av bolagen och de lät visa filmen över hela USA, vilket skapade succén. Den gick mindre bra i Kina eftersom genren är välkänd där och skådespelarna talade varierande dialekter.

## Oscars
Filmen vann följande Oscars
- Bästa utländska film (Taiwan)
- Bästa filmmusik
- Bästa foto
- Bästa scenografi

Filmen var också nominerad till följande Oscars:
- Bästa film
- Bästa regi
- Bästa manus efter förlaga
- Bästa sång ("A Love Before Time")
- Bästa kostym
- Bästa klippning